# Nederlandse Vereniging van Botanische Tuinen
De Nederlandse Vereniging van Botanische Tuinen (NVBT) is een vereniging van Nederlandse plantentuinen die in 1998 is opgericht. De vereniging komt naast de Stichting Nationale Plantencollectie (SNP) voort uit de in 1988 opgerichte Stichting Nationale Plantentuinen. De SNP coördineert de plantencollecties in de diverse tuinen en de leden van de NVBT houden zich bezig met de uitwisseling van kennis op het gebied van soortbescherming, tentoonstellingen en lesprogramma's en de ontwikkeling van gezamenlijke projecten.
De tuinen die bij de NVBT zijn aangesloten, organiseren regelmatig activiteiten voor het publiek zoals rondleidingen, tentoonstellingen, plantenmarkten en educatieve programma's. Er is een grote diversiteit onder de tuinen die zijn aangesloten bij de NVBT. Hieronder bevinden zich onder meer universitaire botanische tuinen, niet-universitaire botanische tuinen, arboreta en dierentuinen met een botanische afdeling.

## Aangesloten tuinen
| Plaats      | Botanische tuin                     |
| ----------- | ----------------------------------- |
| Aalsmeer    | Historische Tuin Aalsmeer           |
| Amsterdam   | Hortus Botanicus Amsterdam          |
| Amsterdam   | Hortus Botanicus Vrije Universiteit |
| Arnhem      | Koninklijke Burgers' Zoo            |
| Arnhem      | Nederlands Openluchtmuseum          |
| Buitenpost  | Botanische Tuin De Kruidhof         |
| Delft       | Botanische Tuin TU Delft            |
| Delden      | Kasteeltuinen Twickel               |
| De Lutte    | Arboretum Poort Bulten              |
| Den Helder  | Oranjerie De Groene Parel           |
| Haren       | Hortus Haren                        |
| Hilversum   | Pinetum Blijdenstein                |
| Kerkrade    | Botanische Tuin Kerkrade            |
| Leiden      | Hortus botanicus Leiden             |
| Oudenbosch  | Arboretum Oudenbosch                |
| Pieterburen | Domies Toen                         |
| Putten      | Landgoed Schovenhorst               |
| Rotterdam   | Arboretum Trompenburg               |
| Rotterdam   | Diergaarde Blijdorp                 |
| Utrecht     | Botanische Tuin Fort Hoofddijk      |
| Doorn       | Von Gimborn Arboretum               |
| Wageningen  | Belmonte Arboretum                  |

## Postzegels
Op 24 april 2017 verscheen een postzegelvelletje met tien verschillende postzegels met planten en bomen uit Nederlandse botanische tuinen. PostNl bracht het velletje uit ter gelegenheid van het jaar van de Botanische Tuinen. Ontwerper Robbert Zweegman liet fotograaf Edwin Giesbers tien 'kroonjuwelen' uit de collecties van de botanische tuinen fotograferen.